# Walter von Hauff

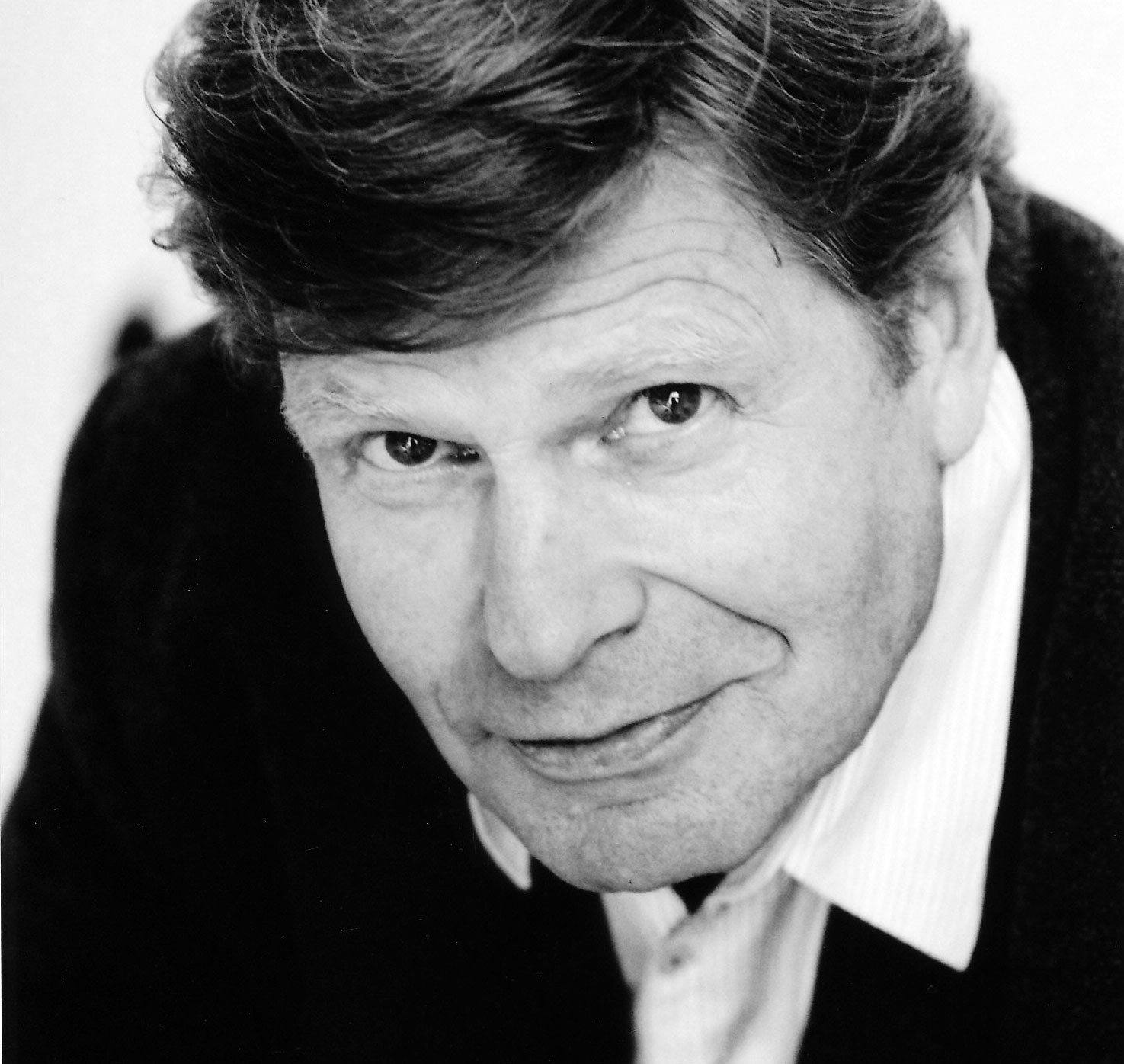
Walter von Hauff (2012)

Walter von Hauff (* 10. Mai 1949 in München) ist ein deutscher Schauspieler, Hörspiel- und Synchronsprecher.

## Leben und Wirken
Nach einem Studium der Theaterwissenschaft an der Ludwig-Maximilians-Universität München besuchte der aus Schwaben stammende Walter von Hauff die Neue Münchner Schauspielschule. Es folgten Engagements an Theatern in Lübeck, Linz, Bern, Salzburg, Wunsiedel und Wiesbaden. 1986 war er Mitbegründer des Münchner Theaters Viel Lärm um nichts.
Seit Mitte der 1980er-Jahre ist er auch als Hörspiel- und Synchronsprecher tätig. So lieh er u. a. Terry Jones in Monty Python’s Flying Circus, Willem Dafoe in Die Tiefseetaucher, Howard E. Rollins Jr. in der Krimiserie In der Hitze der Nacht oder der Animationsfigur des Buzz Lightyear in den Toy-Story-Filmen sowie in der Serie Captain Buzz Lightyear seine Stimme.
In Bowling for Columbine und Fahrenheit 9/11 ist er die deutsche Stimme von Michael Moore, in Tiger and Dragon die von Chow Yun-Fat. Außerdem ist er der Sprecher der deutschen Version von Mythbusters. In One Piece leiht er Admiral Fujitora, Iceberg sowie Käptn Black/Beauregard seine Stimme. Die Rolle des Yeti in Die Monster AG spricht er auf Schwäbisch.
In der 2021/22 produzierten Neuauflage der legendären Paul-Temple-Hörspiele nach Francis Durbridge spricht er Sir Graham Forbes, den Chef von Scotland Yard und damit eine der drei Hauptfiguren.

## Filmografie
- 1978: Wallenstein (Miniserie)
- 1991: Deutschlands Weg zur Industrienation (Reihe), Folge Franz Josef Popp
- 1994: Verkehrsgericht (Serie), Folge Massenkarambolage
- 1997: Solo für Sudmann (Serie), Folge Eine Hand wäscht die andere
- 1999: Siska (Serie), Folge Hart am Abgrund
- 2004: Im Tal des Schweigens

## Synchronisation (Auswahl)
Patrick Warburton
- 2001: als Buzz Lightyear in Captain Buzz Lightyear – Star Command
- 2002: als Officer Kramitz in Jede Menge Ärger

Jamey Sheridan
- 2001: als Peter Kimball in Das Haus am Meer
- 2005: als Terry in Syriana

Iain Glen
- 2004: als Dr. Isaacs in Resident Evil: Apocalypse
- 2007: als Dr. Isaacs in Resident Evil: Extinction

Seth MacFarlane
- 2005: als Tom Tucker in Family Guy präsentiert: Die unglaubliche Geschichte des Stewie Griffin
- seit 2007: als Tom Tucker (2. Stimme) in Family Guy

Dwight Yoakam
- 2006: als Doc Miles in Crank
- 2009: als Doc Miles in Crank 2: High Voltage

Harry Shearer
- seit 2007: als Reverend Timothy Lovejoy (6. Stimme) in Die Simpsons
- 2007: als Reverend Timothy Lovejoy in Die Simpsons – Der Film

Hugh Laurie
- 1999: als Mr. Frederick Little in Stuart Little
- 2002: als Mr. Frederick Little in Stuart Little 2
- 2005: als Mr. Frederick Little in Stuart Little 3 – Ruf der Wildnis

John Ratzenberger
- 2001: als Yeti in Die Monster AG
- 2003: als Mondbarsch (Fish School) in Findet Nemo
- 2013: als Yeti in Die Monster Uni
- 2021: als Yeti in Monster bei der Arbeit

J. K. Simmons
- 2000–2008/2010–2011: als Dr. Emil Skoda in Law & Order
- 2004: als Dr. Emil Skoda in Criminal Intent – Verbrechen im Visier
- 2005–2006: als Dr. Emil Skoda in Law & Order: Special Victims Unit
- 2013: als P.J. Jordan in Men at Work

Michael Moore
- 2002: als Michael Moore/ Erzähler in Bowling for Columbine
- 2004: als Michael Moore/ Erzähler in Fahrenheit 9/11
- 2007: als Michael Moore/ Erzähler in Sicko
- 2009: als Michael Moore/ Erzähler in Kapitalismus: Eine Liebesgeschichte

Tim Allen
- 1995: als Buzz Lightyear in Toy Story
- 1999: als Buzz Lightyear in Toy Story 2
- 2000: als Buzz Lightyear in Captain Buzz Lightyear – Star Command: Das Abenteuer beginnt!
- 2010: als Buzz Lightyear in Toy Story 3
- 2019: als Buzz Lightyear in Chaos im Netz
- 2019: als Buzz Lightyear in A Toy Story: Alles hört auf kein Kommando

### Filme
- 1990: Ken Hudson Campbell als Weihnachtsmann in Kevin – Allein zu Haus
- 1992: Ron Perlman als Captain Soames in Schlafwandler
- 1994: Shinchou Kokontei als Erzähler in Pom Poko
- 1996: Billy Bob Thornton als Karl Childers in Sling Blade – Auf Messers Schneide
- 1998: Pruitt Taylor Vince als Max Tooney in Die Legende vom Ozeanpianisten
- 1998: René Auberjonois als Louis in Arielle, die Meerjungfrau
- 2000: Chow Yun-Fat als Li Mu Bai in Tiger and Dragon
- 2001: James Read als Prestons Vater in Nicht noch ein Teenie-Film!
- 2001: Ray Fearon als Firenze in Harry Potter und der Stein der Weisen
- 2004: Willem Dafoe als Klaus Daimler in Die Tiefseetaucher
- 2004: Kevin Kilner als Ed Portman in Liebe auf Umwegen
- 2006: Jay Leno als Jay Limo in Cars
- 2009: John Goodman als „Big Daddy“ La Bouff in Küss den Frosch
- 2010: Porgy Franssen als Kwark in Fuxia – Die Minihexe
- 2011: John Turturro als Francesco Bernoulli in Cars 2
- 2011: Martin Huba als Mond in Als ein Stern vom Himmel fiel
- 2014: Andy García als Eduardo in Rio 2 – Dschungelfieber
- 2020: David de Vries als John Walter in Der Fall Richard Jewell

### Serien
- 1971–1974: Terry Jones als diverse in Monty Python’s Flying Circus
- 1988–2012: Ronn Moss als Ridge Forrester in Reich und Schön
- 1988–2002: als Muschkatz in Die Sendung mit der Katze
- 1991–1996: Antony Hamilton als Max Harte in In geheimer Mission
- 1992–1994: Howard Rollins als Chief of Detectives Virgil Tibbs in In der Hitze der Nacht
- 1993–1995: Ron Moody als Herr Wühlmaus und Herr Feldmaus in Als die Tiere den Wald verließen
- 1993–1995: Jeremy Barrett als Herr Spitzmaus in Als die Tiere den Wald verließen
- 1993–1995: als Herr Eichhörnchen in Als die Tiere den Wald verließen
- 2000–2001: Bruno Buidin als das Marsupilami in Marsupilami: Die neuen Abenteuer
- 2001–2002: Ben Campbell als Martin der Krieger in Retter von Redwall
- 2001–2004: Alex Désert als Jake in Becker
- seit 2003: Kouichi Hashimoto als Käpt’n Black in One Piece
- 2005–2007: Peter Coyote als Dennis Ryland in 4400 – Die Rückkehrer
- 2005–2007: Rob Paulsen als Jack Fenton in Danny Phantom
- seit 2007: Trey Parker als Mr. Mackey (2. Stimme) in South Park
- 2010–2014: Eric Allan Kramer als Bob Duncan in Meine Schwester Charlie
- 2011–2012: Michael Chiklis als Jim Powell in My Superhero Family
- 2014–2019: Adam West als Bürgermeister Adam West (3. Stimme) in Family Guy
- seit 2015: Erzähler in Mayday – Alarm im Cockpit
- 2019: Colm Feore als Wernher von Braun in For All Mankind
- seit 2021: Steve Martin als Charles-Haden Savage in Only Murders in the Building
- seit 2022: Eric Bogosian als Daniel Molloy in Interview with the Vampire
- 2023: Nicky Rebelo als Mr. Mornin in One Piece
- seit 2023: Kenta Miyake als Glurak in Pokémon Horizonte: Die Serie

### Videospiele
- 2010: Henry Tomasino in Mafia II

## Hörspiele (Auswahl)
- 1986: Anonymus: Ein Krug Oliven (Ölhändler) – Regie: Werner Simon (Hörspielbearbeitung, Kinderhörspiel – BR)
- 1986: Gert Prokop: Der Vogel, der sein Lied vergaß (Der Hund) – Regie: Werner Simon (Kinderhörspiel – BR)
- 1988: Anonymus: Abu Kir und Abu Sir (Der Kunde) – Regie: Werner Simon (Hörspielbearbeitung, Kinderhörspiel – BR)
- 1989: Angelika Stampfer: Sebastian und Bogumil (2 Teile) (Parkwächter/Musiklehrer) – Regie: Werner Simon (Kinderhörspiel – BR)
- 1990: Olwynne MacRae: Leid tragen (Jack) – Regie: Heinz Dieter Köhler (Original-Hörspiel – WDR)
- 1990: Torsten Reschke: Jakobe (Katholischer Adeliger/2. und 3. Spanier) – Regie: Heinz Dieter Köhler (Originalhörspiel – WDR)
- 1990: William Makepeace Thackeray: Die silberne Rose und der silberne Ring (3 Teile) (Hedzof) – Regie: Werner Simon (Hörspielbearbeitung, Kinderhörspiel – BR)
- 1991: Franz H. Jakubaß: O, o Hans! (2. Soldat) – Regie: Werner Simon (Kinderhörspiel – BR)
- 1992: Heinz Fischer: Quecksilber-Ali (Metzger) – Regie: Werner Simon (Kinderhörspiel – BR)
- 1992: Franz H. Jakubaß: Offorus (Offorus) – Regie: Werner Simon (Kinderhörspiel – BR)
- 1993: Heinrich Ludwig: Professor Sinowitsch, Erfinder (6. Teil: Wanderndes Denkmal und Spargelpfiff) (Wachtmeister Hebel) – Regie: Werner Simon (Kinderhörspiel – BR)
- 1993: Teseo Tavernese: Der Stein, der den Himmel liebt (Erde) – Regie: Werner Simon (Originalhörspiel, Kinderhörspiel – BR)
- 1994: Angelika Stampfer: Die Reise zum Geburtstag (1. Teil: Hier spricht die Socke) (1. Spiegel) – Regie: Werner Simon (Originalhörspiel, Kinderhörspiel – BR)
- 1994: Brüder Grimm: Hans Knödelbauch und das Leben (2. Teil: Prinzessin Olivia) (Wache) – Regie: Werner Simon (Kinderhörspiel, Hörspielbearbeitung – BR)
- 1994: Gunter Preuß: Die Hexenlovestory der Elster (Ernest vom Schloß Edelstein) – Regie: Werner Simon (Originalhörspiel, Kinderhörspiel – BR/WDR)
- 1994: Katrin Lange: „Rote Henne“ und Rothaut (9. Teil: American Express) (Herr Buttchereit) – Regie: Werner Simon (Originalhörspiel, Kinderhörspiel – BR)
- 1994: Octavia Wolle-Winkler: Räuber, König und Prinzessin (Runkel mit der Rübe) – Regie: Walter Wippersberg (Originalhörspiel, Kinderhörspiel – BR)
- 1994: Angelika Stampfer: Onkel Theo und der Reiseweihnachtsbaum (Vater Heinz) (Originalhörspiel, Kinderhörspiel – BR)
- 1995: Gunter Preuß: Toscanella Fliegsogern oder Die Hexenverlobung (Ernest vom Schloß Edelstein) – Regie: Walter Wippersberg, Marcus Everding (Kinderhörspiel – BR)
- 1996: Franz H. Jakubaß: Sebastian (Sebastian) – Regie: Werner Simon (Originalhörspiel, Kinderhörspiel – BR)
- 1996: Sigrid Lehrke: Schulhofratten (1. Ratte) – Regie: Ulli Herzog (Kinderhörspiel – BR)
- 1996: Robert Bolt: Der kleine dicke Ritter (1., 2. und 4. Teil) (Juniper/Bote) – Bearbeitung und Regie: Walter Wippersberg (Kinderhörspiel, Hörspielbearbeitung – BR/WDR/DLR)
- 1998: Rudolf Herfurtner: Gumpert Blubb (1. Teil: Ratzenbergers Trick) (1. Wanderratte) – Regie: Walter Wippersberg (Hörspielbearbeitung, Kinderhörspiel – BR/WDR)
- 1998: Sebastian Goy: Justus, das Taggespenst (6. Teil: Justus spukt im Parkhotel) (Meier) – Regie: Marcus Everding (Originalhörspiel, Kinderhörspiel – BR/WDR)
- 1998: Achim Bröger: Der achte Tag der Woche (2. und 3. Teil) (Aufräumer) – Regie: Marcus Everding (Originalhörspiel, Kinderhörspiel – BR)
- 1998: Miguel de Cervantes: Don Quixote (1., 3., 4. und 5. Teil) (Maultiertreiber 1/Schäfer 1/Gefangener 1/Löwenwärter) – Bearbeitung und Regie: Walter Wippersberg (Hörspielbearbeitung, Kinderhörspiel – BR)
- 2002: Walter Wippersberg: Gute Zeiten für Gespenster (1. Teil) (Direktor) – Regie: Walter Wippersberg (Hörspielbearbeitung, Kinderhörspiel – BR)
- 2022: Francis Durbridge: Paul Temple und der Fall Valentine (Sir Graham Forbes) – Komposition und Regie: Antonio Fernandes Lopes (Originalhörspiel, Kriminalhörspiel – HNYWOOD)
- 2022: Francis Durbridge: Paul Temple und der Fall McRoy (Sir Graham Forbes) – Komposition und Regie: Antonio Fernandes Lopes (Originalhörspiel, Kriminalhörspiel – HNYWOOD)
- 2022: Francis Durbridge: Paul Temple und der Fall Westfield (Sir Graham Forbes) – Komposition und Regie: Antonio Fernandes Lopes (Originalhörspiel, Kriminalhörspiel – HNYWOOD)